# Tawhida Ben Cheikh
Pour les articles homonymes, voir Ben Cheikh.
Tawhida Ben Cheikh (arabe : توحيدة بن الشيخ), née le 2 janvier 1909 à Tunis et morte le 6 décembre 2010, est une Tunisienne connue pour être la première femme musulmane du monde arabe ou au moins du Maghreb à exercer comme médecin, pédiatre puis gynécologue.

## Biographie

### Formation
Elle est issue d'une famille aisée de Ras Jebel, une ville côtière du nord-est de la Tunisie. Le mari décédé, sa jeune mère élève seule Tawhida ses quatre frères et sœurs. Elle fréquente les sœurs de la rue du Pacha entre 1918 et 1922 puis le lycée Armand-Fallières de Tunis.
En 1928, elle devient la première bachelière musulmane de Tunisie,. La médiation déterminante du docteur et bactériologiste Étienne Burnet, un médecin et chercheur français qui dirige l'Institut Pasteur de Tunis, et de sa femme, qui lui proposent leur aide pour s'inscrire à la faculté de médecine de Paris et s'installer dans la capitale française lui ouvre des perspectives inédites. Sa mère, persuadée de l'intérêt du projet, négocie pied à pied avec la famille paternelle – Tawhida est orpheline de père – pour arracher leur accord, acquis in extremis. 
En 1936, c'est diplômée de médecine que la jeune fille revient en Tunisie.

### Carrière

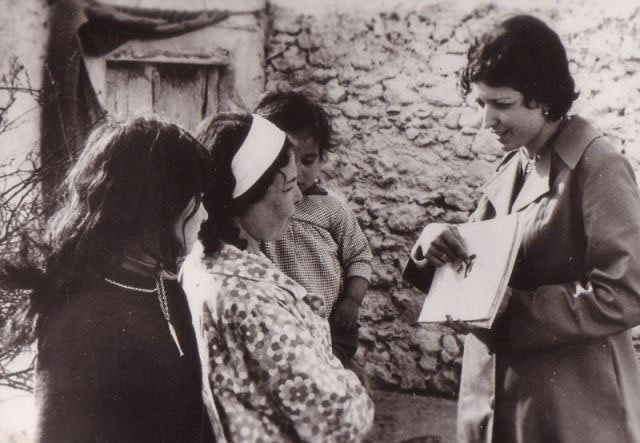
Tawhida Ben Cheikh durant ses campagnes de sensibilisation.

Elle ouvre un cabinet près de la médina de Tunis, exerceant la médecine privée car les services hospitaliers publics sont contrôlés par les autorités françaises et le pré-carré des médecins français. Après la médecine générale et la pédiatrie, elle s'oriente vers la gynécologie et contribue à la mise en place du planning familial tunisien au travers du service qu'elle crée à l'hôpital Charles-Nicolle en 1963 puis au travers de la clinique qu'elle ouvre en 1968. Elle devient directrice du planning familial en 1970, se battant pour le droit à l'avortement, légalisé en 1973. Elle prend en parallèle la tête des services de maternité des hôpitaux Charles-Nicolle (1955-1964) et Aziza Othmana (1964-1977).
Vice-présidente du Croissant-Rouge tunisien, elle dirige en 1937 de la revue féminine Leïla. Elle est aussi membre de l'Union musulmane des femmes de Tunisie (UMFT), fondée par Bchira Ben Mrad.
Elle meurt le 6 décembre 2010 à l'âge de 101 ans.

### Hommages
À l'initiative de la maire de Montreuil, Dominique Voynet, un centre de santé Tawhida-Ben Cheïkh est créé en mars 2011,.
Un timbre à son effigie est émis en 2012 par la Poste tunisienne.
La Banque centrale de Tunisie émet un nouveau billet de dix dinars à son effigie le 27 mars 2020.
Google a modifié son logo le 27 mars 2021 en son hommage.
Le 25 novembre 2022, la municipalité de Ras Jebel, dans le gouvernorat de Bizerte, inaugure un buste de Tawhida Ben Cheikh.

### Vie privée
Mariée à un dentiste en 1943, le couple a eu deux fils et une fille : Faycel Benzina, vétérinaire, Omar Benzina, dentiste et Zeïneb Benzina, historienne et archéologue. 
Tawhida Ben Cheikh est la nièce de Tahar Ben Ammar (1889-1985), homme politique qui a joué un rôle primordial dans le Mouvement national tunisien dès 1920.